# Malhincada
Malhincada es un despoblado español del municipio de Navalmoral de la Mata, perteneciente a la provincia de Cáceres, en la comunidad autónoma de Extremadura.

## Historia
Hacia mediados del siglo XIX, el lugar, ya por entonces perteneciente a Navalmoral, estaba despoblado. Aparece descrito en el undécimo volumen del Diccionario geográfico-estadístico-histórico de España y sus posesiones de Ultramar de Pascual Madoz con las siguientes palabras:

MALHINCADA: l. desaparecido en la prov. de Cáceres, part. jud. de Navalmoral de la Mata: sit. en el Campo Arañuelo, en un llano á 1 leg. N. de Navalmoral, perteneció al ant. concejo de la Mata y solo existen los paredones de la igl.; de la cual se trasladaron á la de aquella v., en donde existen un San Miguel y Smo. Cristo que habia en ella al tiempo de desplomarse: en el sitio que ocupaba el pueblo hay buenas huertas con legumbres, pimientos, vides y frutales: siempre fué de corto vecindario y se despobló habrá un siglo, sin que se sepa la causa, agregándose á la jurisd. de Navalmoral.
(Madoz, 1848, p. 112)